# Ceriana
Ceriana est une commune italienne de la province d'Imperia dans la région Ligurie en Italie.

## Monuments et patrimoine
- San Pietro - église du XVIe siècle - possède un beau polyptyque de 1526 qui illustre le passage du gothique à la Renaissance.
- Sant'Andrea - église avec des colonnes qui datent d'un temple païen préexistant.
- Madonna della Villa - sanctuaire de style baroque.

## Culture
Le festival CerianaArt a lieu au cœur du village de Ceriana tous les deux ans, depuis 2011. Il se déroule en juillet, pendant une dizaine de jours d'expositions, de performances et d'ateliers dans des domaines artistiques variés : peinture, photographie, installations, sculpture, céramique, musique, théâtre et danse. Il est organisé par un collectif de résidents et d'amis du village. 

## Administration
| Période                                  | Période | Identité | Étiquette | Qualité |
| ---------------------------------------- | ------- | -------- | --------- | ------- |
|                                          |         |          |           |         |
| Les données manquantes sont à compléter. |         |          |           |         |

### Communes limitrophes
Badalucco, Bajardo, Sanremo, Taggia